# Cambiamenti climatici - La grande sfida
Cambiamenti climatici - La grande sfida (Paris to Pittsburgh) è un film documentario del 2018 diretto da Sidney Beaumont e Michael Bonfiglio e prodotto da Bloomberg Philanthropies, National Geographic e RadicalMedia. Il film, che tratta dei cambiamenti climatici, è narrato dall'attrice Rachel Brosnahan.

## Produzione
Il titolo originale del documentario si riferisce alla frase usata dal Presidente Trump il 1º giugno 2017 nel suo discorso di ritiro pronunciata nel Roseto della Casa Bianca in cui ha annunciato che stava tirando gli Stati Uniti fuori dall'accordo di Parigi. Trump ha detto "Sono stato eletto per rappresentare i cittadini di Pittsburgh, non Parigi." In risposta, Bill Peduto, sindaco di Pittsburgh, ha scritto: "Come sindaco di Pittsburgh, posso assicurarvi che seguiremo le linee guida dell'accordo di Parigi per il nostro popolo, la nostra economia e il futuro".